# San Paolo alle Tre Fontane
San Paolo alle Tre Fontane är en kyrkobyggnad och titeldiakonia i Rom, helgad åt aposteln Paulus. Kyrkan är belägen vid Tre Fontane i Quartiere Ardeatino i södra Rom och tillhör församlingen San Gregorio Barbarigo.

## Kyrkans historia
Enligt traditionen led aposteln Paulus år 67 martyrdöden genom halshuggning på denna plats. Enligt en legend skall apostelns avhuggna huvud ha rört vid marken tre gånger och därmed ha fått tre källor, tre fontane, att springa fram.
Den tidigaste kyrkan uppfördes förmodligen på 400-talet. Den nuvarande kyrkan uppfördes 1599–1601 efter ritningar av Giacomo della Porta, på uppdrag av kardinal Pietro Aldobrandini. Kyrkans vestibul har ett golv i opus sectile. I vestibulen finns även två reliefer, vilka avbildar apostlarna Petrus och Paulus, beställda av påve Pius IX år 1867. På fasadens insida sitter en lynettfresk som visar hur aposteln Paulus kropp överförs till basilikan San Paolo fuori le Mura.
Kyrkgolvet är dekorerat med fyra mosaiker med allegorier över de fyra årstiderna – Ver, Aestas, Autumnus och Hiems. Mosaikerna är från 100-talet e.Kr. och härstammar från Ostia Antica. På långsidan mittemot ingången står tre ädikulor över de tre källorna, vilka sprang upp när aposteln Paulus halshöggs. Interiören har två altaren. Det vänstra har målningen Den helige Petrus martyrium, som är en kopia av ett original av Guido Reni, medan det högra har Den helige Paulus martyrium, utförd av Bartolomeo Passarotti.

## Titeldiakonia
San Paolo Apostolo alle Tre Fontane stiftades som titeldiakonia av påve Benedikt XVI år 2010.
Kardinaldiakoner
- Mauro Piacenza (2010–)

## Bilder
| - Bakom järngrinden ses den marmorkolonn, vid vilken aposteln Paulus skall ha varit bunden strax före sitt martyrium. - Interiörens tre ädikulor över de tre källorna. - Mosaiken AVTV[MNVS] – Hösten. |